# Amage (Haute-Saône)
Amage település Franciaországban, Haute-Saône megyében. Lakosainak száma 305 fő (2022. január 1.). Amage Saint-Bresson, Breuchotte, La Bruyère, La Proiselière-et-Langle, Raddon-et-Chapendu és Sainte-Marie-en-Chanois községekkel határos.

## Népesség
A település népességének változása:
| Lakosok száma | 342  | 349  | 361  | 338  | 328  | 317  | 313  | 309  | 305  |
|               | 2013 | 2015 | 2016 | 2017 | 2018 | 2019 | 2020 | 2021 | 2022 |